# Stefania Maurizi
Stefania Maurizi (22 febbraio 1969) è una giornalista italiana.

## Biografia
Laureata in Matematica. Grazie ai suoi studi acquisisce le nozioni di base di crittografia che le permetteranno di contribuire alla ricerca di modi innovativi di reperire le fonti. Consapevole della necessità di innovare il suo modus operandi, ha fatto varie ricerche in tal senso fino a che Wikileaks decise di entrare in contatto con lei, chiedendole di verificare la veridicità di un file inerente alla  crisi dei rifiuti in Campania (bienno 2007-2008), iniziando, da quel momento, la collaborazione con gli hacker giornalisti. Ha lavorato per il quotidiano la Repubblica e al settimanale L'Espresso, mentre attualmente scrive per il Fatto Quotidiano.
Tra le sue inchieste più importanti, vi è quella sull'accordo tra il governo americano e la famiglia di Giovanni Lo Porto, il cooperante italiano ucciso in Pakistan da un drone americano. Di rilievo anche l'indagine sulle terribili condizioni di lavoro degli operai pakistani in una importante azienda tessile italiana a Karachi e l'intervista a Abdul Qadeer Khan, il padre della bomba atomica pakistana.
È l'unica giornalista italiana cui Julian Assange ha consegnato tutti i documenti segreti di WikiLeaks, grazie ai quali, lavorando con Glenn Greenwald ha rivelato i file di Edward Snowden riguardanti l'Italia. Stefania Maurizi ha intrapreso un'azione legale su più giurisdizioni per difendere il diritto della stampa di accedere tramite il Freedom of Information Act a tutti i documenti del caso Julian Assange e WikiLeaks, pubblicando nel 2021 un libro in cui ricostruisce l'intera vicenda.

## Opere
- Stefania Maurizi, Una bomba, dieci storie, Bruno Mondadori, 2004, ISBN 88-42490-36-9.
- Stefania Maurizi, Dossier WikiLeaks, Rizzoli, 2011, ISBN 88-17052-30-2.
- Stefania Maurizi, Il potere segreto, Chiarelettere, 2021, ISBN 88-32963-87-6.

## Premi e Riconoscimenti
Premio giornalistico Archivio Disarmo "Colombe d'Oro per la Pace" 2008